# Donja Sokolovica
Donja Sokolovica (cyr. Доња Соколовица) – wieś w Serbii, w okręgu zajeczarskim, w gminie Knjaževac. W 2011 roku liczyła 86 mieszkańców.